# Torre del Risquillo

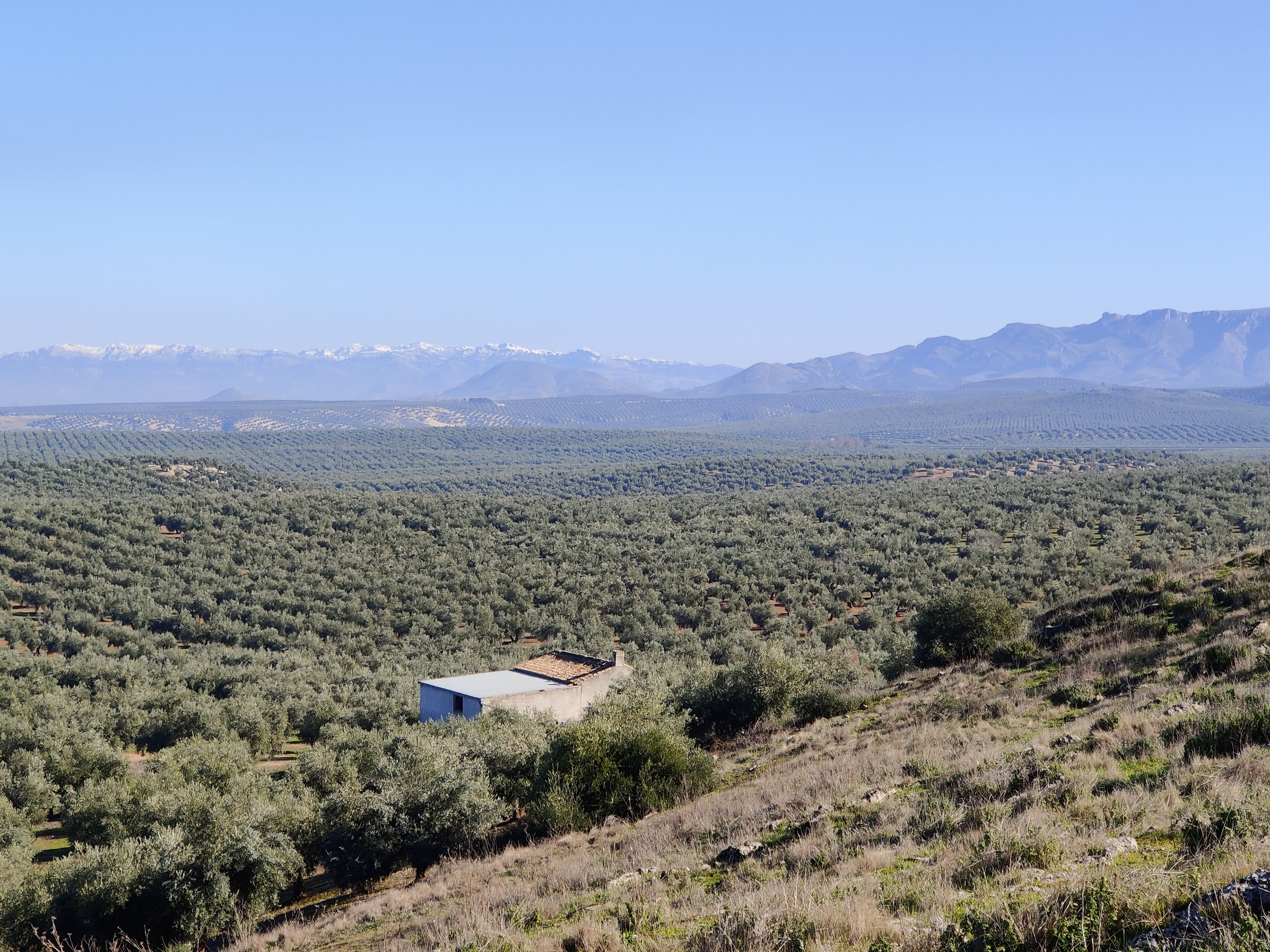
Vistas hacia el Este desde la Torre del Risquillo.

La Torre del Risquillo son los restos de una torre bajomedieval (torre del homenaje del antiguo castillo), probablemente del siglo XIII, que conserva unos 4 metros de altura, situada en la cima de un pequeño cerro, a pocos metros del cortijo del Risquillo. Se encuentra en el término municipal de Mancha Real, provincia de Jaén, a unos 15 km al norte de esta localidad.

## Descripción
El yacimiento se sitúa en un pequeño cerro en el que se localiza una torre de forma cuadrangular que conserva una altura de 4 metros, 8 metros de lado, y muros construidos con yeso y mampuesto, de manera similar a otros castillos de la región. Actualmente se encuentra en estado ruinoso, estando especialmente afectado el lado Noroeste, que fue torpemente reconstruido para albergar en la torre un palomar. La torre está desmochada, por lo que solo conserva una estancia que consta de bóveda vaída compuesta por losetas y piedras planas de escaso tamaño.
En superficie aparecen elementos cerámicos vidriados, de época medieval, y también algunos de época romana, sin que de esta fase se conserven estructuras. Parte de los restos de época romana pudieron ser empleados como cantera para construir los cortijos, mostrando precisamente un cortijo ubicado al pie del cerro piedra romana empotrada.

## Historia
Es probable que su origen date del siglo XIII, como fortaleza cristiana. La zona del Risquillo entraba dentro de una gran propiedad que en el siglo XV pertenecía al mayorazgo del comendador de la orden de Santiago Lope Sánchez de Valenzuela. Más tarde pasó a manos de María Teresa de Torres, esposa del Condestable Iranzo, y posteriormente fue cedida a Rodrigo Mexía.Actualmente pertenece al olivar finca del Risquillo, propiedad de Nicolás Ruiz Gámez.